# BIS Records
Pour les articles homonymes, voir BIS.
BIS Records est un label discographique suédois de musique classique fondé en 1973 par Robert von Bahr (sv). L'entreprise est située à Åkersberga en Suède.

## Histoire
Le nom BIS est tiré du nom de plume de l'arrière-grand-père de Robert von Bahr. En 1973, il entre dans une synagogue et y entend le chanteur Leo Rosenbluth dans des pièces de la liturgie juive. Il concrétise son premier disque avec lui, puis un second avec son épouse, flûtiste. Il enregistre ensuite avec de jeunes artistes, tel le chef d'orchestre Neeme Järvi. Les compositeurs Jean Sibelius, Carl Nielsen, Edvard Grieg sont largement exploités, mais aussi des intégrales dévolues à Alfred Schnittke, Sofia Goubaïdoulina, Kalevi Aho, les symphonies de Vagn Holmboe et Joonas Kokkonen.
Dans le répertoire baroque, la petite maison de disque enregistre l'intégrale des cantates de Bach avec le chef Masaaki Suzuki (un élève de Ton Koopman), avec un effectif purement japonais. Parmi les autres artistes du label, il faut citer la flûtiste Sharon Bezaly et le pianiste Yevgeny Shubin. Le catalogue comprend plus de 1 500 références et augmente chaque année de 60 à 70 nouvelles parutions.
BIS est acquis par Apple Inc. en 2023,.